# 南少林之怒目金剛
《南少林之怒目金剛》是2021年中國網路電影，董伟執導，樊少皇、熊欣欣主演，北京淘梦影业有限公司、浙江开心小熊影视制作有限公司出品。
2021年1月22日，在优酷上线。

## 演員
- 樊少皇 飾 蔡炎
- 熊欣欣 飾 徐昭
- 李牧芸 飾 蒼月
- 杨千里 飾 慧遠禪師
- 黄益龙 飾 智空
- 王洪千 飾 鄧存財
- 高维蔓 饰 小花
- 沈琳珺 饰 智文

## 製作
影片在橫店鎮拍攝。

## 外部連結
- 豆瓣电影上《南少林之怒目金剛》的資料 （简体中文）